# Noin-Ula
De begraafplaats van Noin-Ula (Mongools: Ноён уулын булш, Noyon uulyn bulsh, ook Noyon Uul) bestaat uit meer dan 200 grote grafheuvels, ongeveer vierkant van opzet, ongeveer 2 m hoog, met houten grafkamers. Ze zijn gelegen aan de rivier de Selenga in de heuvels van Noord-Mongolië ten noorden van Ulaanbaatar in de sum Batsumber van de provincie Töv. 
De grafheuvels werden in 1924-1925 opgegraven door Pjotr Kozlov, die ze identificeerde als de graven van de aristocratie van de Xiongnu. Een daarvan is een uitzonderlijk rijke begrafenis van een historisch bekende heerser van de Xiongnu, Wuzhuliu, die stierf in 13 AD. De meeste objecten uit Noin-Ula bevinden zich nu in het Hermitage-museum, terwijl sommige later door Mongoolse archeologen opgegraven artefacten te zien zijn in het Nationaal Museum van Mongolië te Ulaanbaatar. Twee grafheuvels bevatten lakbekers, gegraveerd met Chinese karakters waarvan wordt aangenomen dat ze de namen van Chinese ambachtslieden zijn, en gedateerd werden in het Han-Pingdi-tijdperk en het 2e jaar v.Chr.

## Grafheuvels
Zoals bij sommige vondsten van de Pazyrykcultuur, waren de Noin Ula-graven onder water gelopen en vervolgens bevroren, waardoor het organische materiaal in opmerkelijke mate behouden bleef. De graven werden in de oudheid geopend en de lichamen verwijderd. Dit bevestigt de Han-kronieken waarin staat dat 100 jaar na het verval van de Xiongnu de koninklijke graven ontheiligd werden door de leiders van een van de door de Xiongnu op het hoogtepunt van hun rijk onderdrukte nomadenstam. Alle graven werden ontzegeld en de overblijfselen van de vorsten verwijderd, samen met een deel van hun kleding, wapens en symbolen van autoriteit. De overvallers lieten echter Xiongnu-wapens, huishoudelijke artikelen en kunstvoorwerpen achter, en Chinese artefacten van brons, nefriet, lakwerk en textiel. Veel artefacten tonen hun oorsprong langs de zijdeweg, en sommige voorwerpen en fragmenten van stoffen worden als Grieks herkend. De stof, de kleur, de weefmethoden en het borduurwerk van de stof waren vergelijkbaar met de stof die voor de Scythen in de Griekse koloniën aan de kust van de Zwarte Zee werd geproduceerd.
Sommige begravingen bevatten paardengraven en één tombe was van een bijzondere rijkdom. De kist was blijkbaar gemaakt in China en de overledene was met veel van zijn bezittingen begraven. Zijn paardentuig was uitbundig versierd en zijn met leer beklede zadel was geregen met zwarte en rode wol die was geknipt om op fluweel te lijken. Prachtig textiel omvatte een geweven wollen tapijt gevoerd met dun leer en met paarse, bruine en witte viltapplicaties, en textiel van Grieks-Bactrische, Parthische en Anatolische oorsprong.
Heuvel nr. 6 bevatte het graf van Wuzhuliu, welke regeerde van 8 v.Chr. tot 13 n.Chr. Hij bevrijdde zijn volk van het Chinese protectoraat dat 56 jaar had geduurd, van 47 v.Chr. tot 9 n.Chr. De meest indrukwekkende voorwerpen van de grafinventaris van Wuzhuliu waren textielen van lokale, Chinese en Bactrische oorsprong. De kunstvoorwerpen laten zien dat de Xiongnu-ambachtslieden de Scythische dierstijl gebruikten.

## Geborduurde tapijten
Onder de belangrijkste artefacten van Noin-Ula zijn geborduurde portretafbeeldingen. De portretten zijn niet op de Chinese manier gemaakt, en zijn het handwerk van een Centraal-Aziatische of Scythische kunstenaar, of misschien van een Bactrische of Parthische meester in de hoofdstad van de Xiongnu, die actieve diplomatieke betrekkingen hadden met deze Centraal-Aziatische staten.
Er wordt beweerd dat de portretten Grieks-Bactriërs uitbeelden, of Griekse afbeeldingen waren van Scythische soldaten uit de Zwarte Zeeregio. Volgens Sergej Jatsenko werden de tapijten gemaakt door de Yuezhi in Bactrië, en werden ze door de Xiongnu verkregen door middel van handel of tribuutbetalingen, aangezien de Yuezhi na hun nederlaag mogelijk nog lange tijd vazallen van de Xiongnu waren gebleven. Geborduurde tapijten waren een van de meest gewaardeerde luxeartikelen voor de Xiongnu.

Noin-Ula tapijt
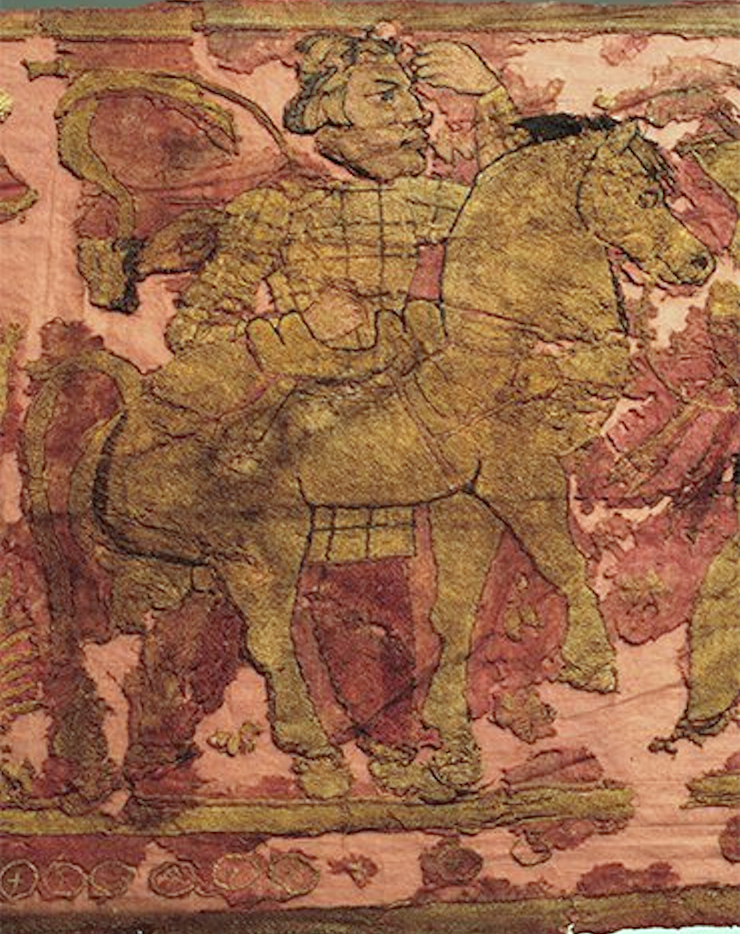
Yuezhi-ruiter
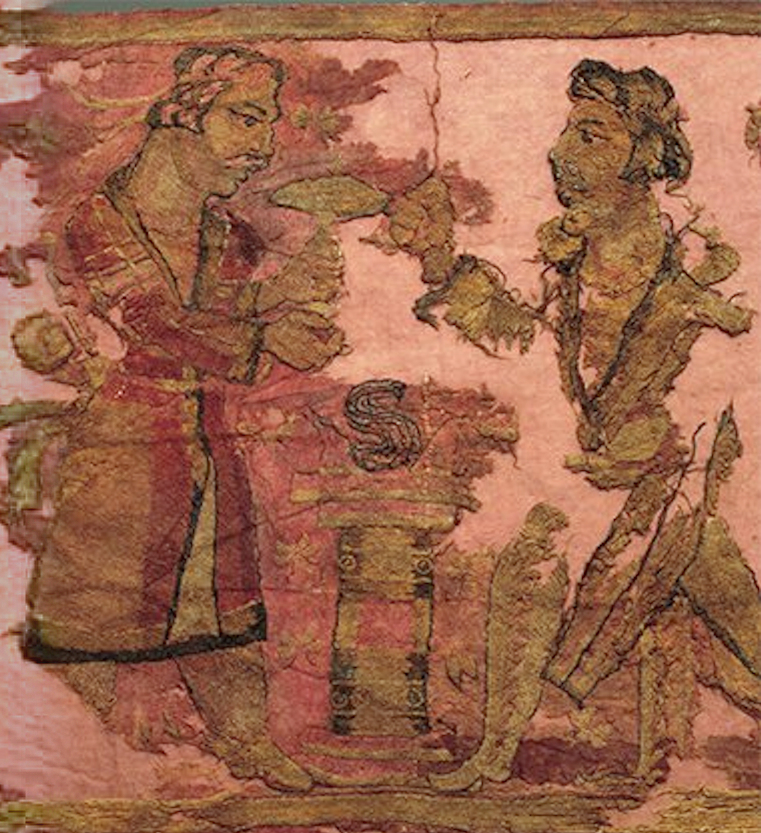
Yuezhi-edelman en priester bij een vuuraltaar
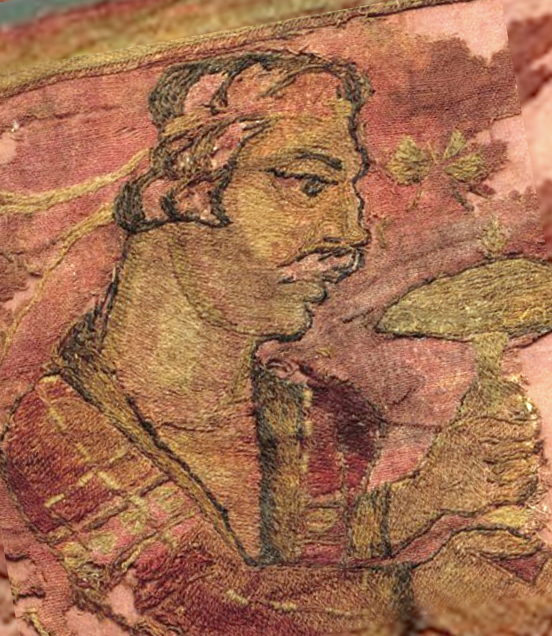
Yuezhi- edelman
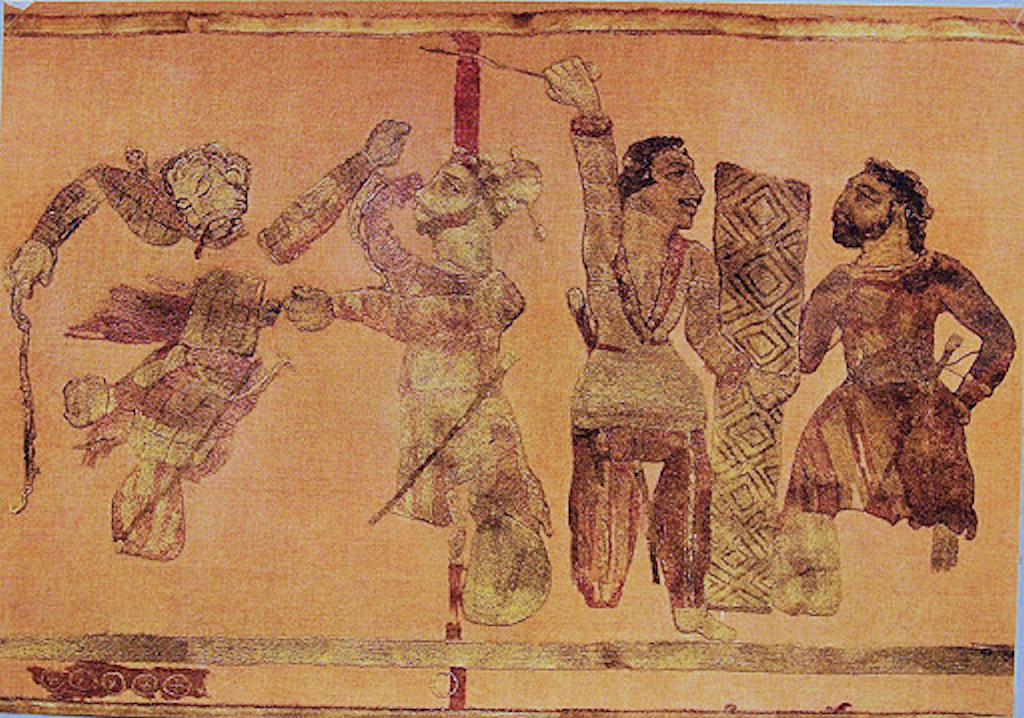
gevechtsscenes, in beiden links Yuezhi-strijder, rechts Sogdiër
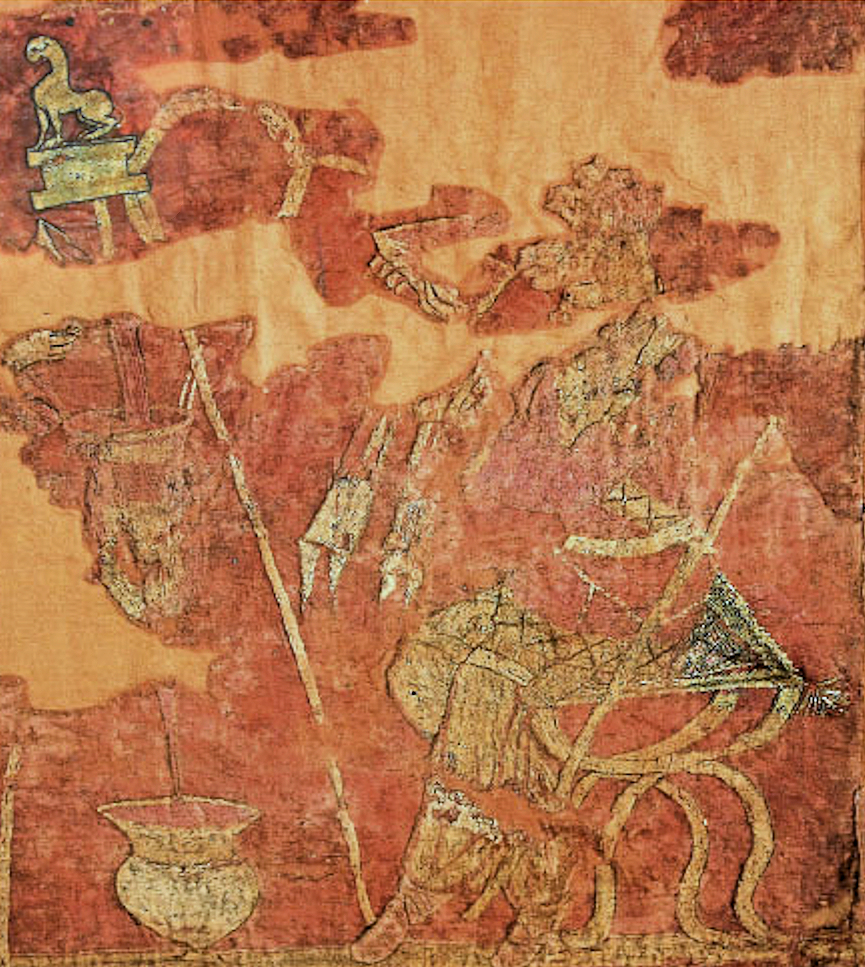
vorst op een troon

## Antropologie
De begrafenissen van Noin-Ula werden intensief bestudeerd, maar omdat de begraafplaats in de oudheid werd geschonden en de lichamen verwijderd, konden er geen craniologische, odontologische of genetische studies worden uitgevoerd. Een uitzondering is de tandheelkundige studie van geconserveerde glazuurkappen van zeven permanente tanden van een jonge vrouw. 
De studie toonde enkele zeer diagnostische eigenschappen aan, met een zeer zeldzame combinatie die wordt aangetroffen in bepaalde oude en moderne populaties van de Kaspische Zee-Aral-regio en in het noordelijke Indus-Ganges-interfluviaal. Een Parthische wollen doek in het graf geeft aan dat de vrouw van Noordwest-Indiase afkomst was, geassocieerd met de Parthische cultuur. De vondsten suggereren dat aan het begin van de moderne tijdrekening volkeren van Parthische oorsprong werden opgenomen in de Xiongnu-samenleving. De Parthen behoorden tot de tribale unie die in het Grieks Dahae werden genoemd.